# Костин, Николай Васильевич
Николай Васильевич Костин (1900 — 1979) — советский учёный-химик, декан химического факультета МГУ и директор НИИ химии в годы войны (1941—1943).

## Биография
Родился в 1900 году. В 1915-1917 годах был рабочим, а с 1918 года вступил в ряды Красной Армии. В 1923 году после демобилизации перешел на работу в главное управление рабоче-крестьянской милиции (ГУЧКМ НКВД). Годом позже Костин окончил Ленинградскую школу среднего начальствующего состава и продолжал работу в НКВД. На химический факультет Московского Государственного университета поступил в 1931 году. Окончив факультет в 1936 году Николай Васильевич остался работать на кафедре аналитической химии на должности ассистента, параллельно подав документы в аспирантуру.  В 1937 году Костин получил должность заместителя декана Химического факультета.
В годы Великой Отечественной войны 1 декабря 1941 года в здании химического факультета была организована одна из первых в Москве межрайонных лабораторий местной противовоздушной и противохимической обороны, которую возглавил Костин. В первые месяцы сотрудники лаборатории, привлекая к работе оставшихся в Москве студентов, выполняли аналитические и синтетические работы по заданию службы ПВО четырех районов Москвы. Так, например, была решена задача индикации жидких отравляющих веществ (иприта и люизита) на поверхности снега, земли, кирпича и штукатурки. Синтезированный в лаборатории препарат-индикатор под маркой ИП-2 был принят на вооружение Красной Армии и Морского Флота.
После разгрома фашистских войск под Москвой, 1 февраля 1942 года, в тяжёлых условиях военной зимы, в неотапливаемых помещениях возобновил свою работу химический факультет. Н. В. Костин был назначен деканом факультета и директором НИИ химии (НИИХ). Костин возглавлял оставшуюся в Москве часть факультета до возвращения из эвакуации в Москву преподавателей и сотрудников факультета летом 1943 года. Защитил кандидатскую диссертацию на тему «Устойчивость трехфазных систем» (1944).
В последние годы работы на химическом факультете Костин являлся руководителем отдела техники безопасности.

## Научная деятельность

### Научная деятельность в годы войны
В годы войны Николай Васильевич Костин руководил той частью химического факультета, которая осталась в Москве после эвакуации. В основном проводились работы оборонного характера, а именно химико-аналитические исследования по разным заданиям различных организаций. Так, например, возглавляя химический факультет, Николай Васильевич в декабре 1941 года был назначен начальником межрайонной лаборатории местной противовоздушной и противохимической обороны, которая подчинялась МПВО города Москвы. Под руководством Костина в лаборатории разрабатывались методы идентификации отравляющих веществ на различных средах, причем одна из методик идентификации на твердых поверхностях была разработана уже к январю 1942 года. Многие из методик, разработанных деканом химического факультета, были внедрены в производство. 

### Научная деятельность на факультете
В 1944 году Николай Васильевич Костин защитил кандидатскую диссертацию по теме «Устойчивость трехфазных систем: стабильность эмульсосуспензий из глин, битумов и водных растворов электролитов». Работа состоит из 55 страниц, в ходе которых подробно описываются и сравниваются стабильности глинистых систем при взаимодействии с кислотами, щелочами, водой и органическими растворителями. В диссертации рассказывается о проведенных адсорбционных экспериментах в глинах, а также приводятся данные о результатах измерений электрохимических потенциалов и других аналитических исследований в изучаемых системах. По результатам защиты Костину была присуждена степень кандидата химических наук. Последние годы работы на факультете Николай Васильевич был начальником Отдела техники безопасности. Все свои знания в данной области Костин изложил в книге «Техника безопасности работы в химических лабораториях», которая была издана в 1966 году. Автор рассмотрел в книге меры безопасности работы с вредными, ядовитыми, огнеопасными и взрывоопасными веществами. Книга снабжена огромным количеством иллюстраций, а также, по мнению автора, будет полезна не только студентам химического факультета, но и работникам заводских химических и сельских агрохимических лабораторий.

## Педагогическая деятельность
Николай Васильевич имел статус доцента и преподавал на Химическом факультете Московского Государственного университета. Во время эвакуации, благодаря Костину, учебная деятельность на факультете продолжалась. Учебный процесс возобновился уже зимой 1941-1942. В тот момент на факультете обучался 131 студент. 

## Студенты об ученом
- «Но на втором курсе все поменялось, аналитическая химия мне как-то сразу понравилась. Хотя с преподаванием было очень своеобразно на втором курсе. Вначале нашу группу аналитической химии вел тогдашний замдекана по спецработам Николай Васильевич Костин. Он был доцентом кафедры аналитической химии. Но поскольку он был замдекана и имел много всяких обязанностей, то группой он практически не занимался. Мы были предоставлены сами себе и делали то, что хотели. В какой-то момент это заметили, Николая Васильевича от нас убрали…» - Ю.А. Золотов о Н.В.Костине.
- «Костин Николай Васильевич, который был единственным заместителем декана, посмотрел на меня: «Не успел начать учиться, его уже отпускают! Как сдал прошлый год?» — «На пятерки, без четверок!» — «А не боишься, что провалишь учебу?»
- «Уж если вы внезапно вспомнили Николая Васильевича Костина, могу сказать, что весь учебный процесс организовывали на химфаке два человека: зам. декана Костин и начальник канцелярии…» - Ю.Я.Кузяков о Н.В. Костине.